# The Midwest Princess Tour
Il Midwest Princess Tour è stato il primo tour mondiale della cantante statunitense Chappell Roan, a supporto del suo primo album in studio The Rise and Fall of a Midwest Princess (2023).

## Scaletta
Questa scaletta rappresenta quella del concerto a Tulsa del 5 giugno 2024. Non è, pertanto, rappresentativa per tutti gli spettacoli del tour.
1. Femininomenon
2. Naked in Manhattan
3. Super Graphic Ultra Modern Girl
4. Love Me Anyway
5. Picture You
6. Guilty Pleasure
7. Hot to Go!
8. After Midnight
9. Coffee
10. Kaleidoscope
11. Casual
12. Red Wine Supernova
13. Good Luck, Babe!
14. My Kink Is Karma
15. California
16. Pink Pony Club

## Date del tour
| Data              | Città               | Stato        | Luogo                                    |
| Nord America      | Nord America        | Nord America | Nord America                             |
| ----------------- | ------------------- | ------------ | ---------------------------------------- |
| 25 settembre 2023 | Sacramento          | Stati Uniti  | Goldfield Trading Company                |
| 27 settembre 2023 | Salt Lake City      | Stati Uniti  | Salt Lake City Union Pacific Depot       |
| 29 settembre 2023 | Denver              | Stati Uniti  | Ogden Theatre                            |
| 1º ottobre 2023   | Minneapolis         | Stati Uniti  | First Avenue                             |
| 3 ottobre 2023    | Milwaukee           | Stati Uniti  | The Rave/Eagles Club                     |
| 4 ottobre 2023    | rowspan="2"{Chicago | Stati Uniti  | House of Blues                           |
| 5 ottobre 2023    |                     | Stati Uniti  | House of Blues                           |
| 7 ottobre 2023    | Nashville           | Stati Uniti  | Brooklyn Bowl                            |
| 8 ottobre 2023    | Indianapolis        | Stati Uniti  | Old National Centre                      |
| 10 ottobre 2023   | Detroit             | Stati Uniti  | Saint Andrew's Hall                      |
| 11 ottobre 2023   | Toronto             | Canada       | The Opera House                          |
| 12 ottobre 2023   | Montréal            | Canada       | Théâtre Fairmount                        |
| 14 ottobre 2023   | Filadelfia          | Stati Uniti  | The Fillmore                             |
| 15 ottobre 2023   | Boston              | Stati Uniti  | House of Blues                           |
| 17 ottobre 2023   | New York City       | Stati Uniti  | Brooklyn Steel                           |
| 18 ottobre 2023   | New York City       | Stati Uniti  | Brooklyn Steel                           |
| 20 ottobre 2023   | Washington, D.C.    | Stati Uniti  | 9:30 Club                                |
| 21 ottobre 2023   | Washington, D.C.    | Stati Uniti  | 9:30 Club                                |
| 22 ottobre 2023   | Charlotte           | Stati Uniti  | The Underground                          |
| 24 ottobre 2023   | Atlanta             | Stati Uniti  | Buckhead Theatre                         |
| 25 ottobre 2023   | Orlando             | Stati Uniti  | Beacham Theatre                          |
| 26 ottobre 2023   | Fort Lauderdale     | Stati Uniti  | Revolution Live                          |
| 28 ottobre 2023   | New Orleans         | Stati Uniti  | Joy Theater                              |
| 29 ottobre 2023   | Houston             | Stati Uniti  | House of Blues                           |
| 31 ottobre 2023   | Dallas              | Stati Uniti  | House of Blues                           |
| 1º novembre 2023  | Austin              | Stati Uniti  | Scoot Inn                                |
| 3 novembre 2023   | Phoenix             | Stati Uniti  | The Van Buren                            |
| 5 novembre 2023   | Las Vegas           | Stati Uniti  | 24 Oxford at the Virgin Hotels Las Vegas |
| 7 novembre 2023   | Berkeley            | Stati Uniti  | UC Theatre                               |
| 9 novembre 2023   | Portland            | Stati Uniti  | Wonder Ballroom                          |
| 10 novembre 2023  | Vancouver           | Canada       | Hollywood Theatre                        |
| 11 novembre 2023  | Seattle             | Stati Uniti  | The Showbox                              |
| 14 novembre 2023  | Los Angeles         | Stati Uniti  | The Wiltern                              |
| Oceania           |                     |              |                                          |
| 24 novembre 2023  | Sydney              | Australia    | Liberty Hall                             |
| 25 novembre 2023  | Brisbane            | Australia    | Brisbane Powerhouse                      |
| 26 novembre 2023  | Melbourne           | Australia    | 170 Russell                              |
| 27 novembre 2023  | Melbourne           | Australia    | The Arts Centre                          |
| Europa            |                     |              |                                          |
| 3 dicembre 2023   | Berlino             | Germania     | FRANNZ Club                              |
| 5 dicembre 2023   | Amsterdam           | Paesi Bassi  | Melkweg OZ                               |
| 6 dicembre 2023   | Parigi              | Francia      | Les Étoiles                              |
| 7 dicembre 2023   | Londra              | Regno Unito  | Heaven                                   |
| 8 dicembre 2023   | Londra              | Regno Unito  | Heaven                                   |
| Nord America      |                     |              |                                          |
| 22 febbraio 2024  | San Diego           | Stati Uniti  | SOMA                                     |
| 26 febbraio 2024  | Oklahoma City       | Stati Uniti  | The Jones Assembly                       |
| 3 marzo 2024      | Birmingham          | Stati Uniti  | Iron City                                |
| 10 marzo 2024     | Cincinnati          | Stati Uniti  | The Andrew J. Brady Music Center,        |
| 17 maggio 2024    | Des Moines          | Stati Uniti  | Val Air Ballroom                         |
| 25 marzo 2024     | South Burlington    | Stati Uniti  | Higher Ground Ballroom                   |
| 3 aprile 2024     | New Haven           | Stati Uniti  | College Street Music Hall                |
| 5 aprile 2024     | Pittsburgh          | Stati Uniti  | Stage AE                                 |
| 6 aprile 2024     | Grand Rapids        | Stati Uniti  | The Intersection                         |
| 8 aprile 2024     | Kansas City         | Stati Uniti  | Midland Theatre                          |
| 9 aprile 2024     | Boulder             | Stati Uniti  | Boulder Theater                          |
| 12 aprile 2024    | Indio               | Stati Uniti  | Empire Polo Club                         |
| 19 aprile 2024    | Indio               | Stati Uniti  | Empire Polo Club                         |
| 17 maggio 2024    | Gulf Shores         | Stati Uniti  | Gulf Shores beach                        |
| 19 maggio 2024    | Saint Petersburg    | Stati Uniti  | Jannus Live                              |
| 20 maggio 2024    | North Charleston    | Stati Uniti  | Firefly Distillery                       |
| 22 maggio 2024    | Asheville           | Stati Uniti  | Rabbit Rabbit                            |
| 23 maggio 2024    | Richmond            | Stati Uniti  | Brown's Island                           |
| 24 maggio 2024    | Buffalo             | Stati Uniti  | Terminal B at the Outer Harbor           |
| 26 maggio 2024    | Boston              | Stati Uniti  | Harvard Athletic Complex                 |
| 28 maggio 2024    | Cleveland           | Stati Uniti  | Jacobs Pavilion                          |
| 29 maggio 2024    | Madison             | Stati Uniti  | The Sylvee                               |
| 30 maggio 2024    | Maryland Heights    | Stati Uniti  | Saint Louis Music Park                   |
| 1º giugno 2024    | Kalamazoo           | Stati Uniti  | State Theatre                            |
| 4 giugno 2024     | Little Rock         | Stati Uniti  | Little Rock Hall                         |
| 5 giugno 2024     | Tulsa               | Stati Uniti  | Cain's Ballroom                          |
| 7 giugno 2024     | Columbus            | Stati Uniti  | KEMBA Live!                              |
| 9 giugno 2024     | New York City       | Stati Uniti  | Flushing Meadows–Corona Park             |
| 11 giugno 2024    | Norfolk             | Stati Uniti  | The NorVa                                |
| 12 giugno 2024    | Raleigh             | Stati Uniti  | Red Hat Amphitheater                     |
| 13 giugno 2024    | Columbia            | Stati Uniti  | Columbia Township Auditorium             |
| 15 giugno 2024    | Louisville          | Stati Uniti  | Big 4 Lawn                               |
| 16 giugno 2024    | Manchester          | Stati Uniti  | Great Stage Park                         |
| 19 luglio 2024    | Seattle             | Stati Uniti  | Capitol Hill                             |
| 31 luglio 2024    | Chicago             | Stati Uniti  | The Vic Theatre                          |
| 1º agosto 2024    | Chicago             | Stati Uniti  | Grant Park                               |
| 3 agosto 2024     | Montréal            | Canada       | Parc Jean-Drapeau                        |
| 4 agosto 2024     | St. Charles         | Stati Uniti  | Avenue of the Saints Amphitheater        |
| 11 agosto 2024    | San Francisco       | Stati Uniti  | Golden Gate Park                         |
| Europa            |                     |              |                                          |
| 13 settembre 2024 | Manchester          | Regno Unito  | Manchester Academy                       |
| 15 settembre 2024 | Glasgow             | Regno Unito  | O2 Academy Glasgow                       |
| 17 settembre 2024 | Dublino             | Irlanda      | Olympia Theatre                          |
| 19 settembre 2024 | Londra              | Regno Unito  | Brixton Academy                          |
| 20 settembre 2024 | Londra              | Regno Unito  | Brixton Academy                          |
| 21 settembre 2024 | Londra              | Regno Unito  | Brixton Academy                          |
| 23 settembre 2024 | Berlino             | Germania     | Velodrom                                 |
| Nord America      |                     |              |                                          |
| 1º ottobre 2024   | Franklin            | Stati Uniti  | Firstbank Amphitheater                   |
| 2 ottobre 2024    | Rogers              | Stati Uniti  | Walmart AMP                              |
| 3 ottobre 2024    | Council Bluffs      | Stati Uniti  | Westfair Amphitheater                    |
| 6 ottobre 2024    | Austin              | Stati Uniti  | Zilker Park                              |
| 13 ottobre 2024   | Austin              | Stati Uniti  | Zilker Park                              |

### Cancellazioni
| Data              | Città             | Stato       | Luogo                       | Causa                          |
| Europa            | Europa            | Europa      | Europa                      | Europa                         |
| ----------------- | ----------------- | ----------- | --------------------------- | ------------------------------ |
| 3 settembre 2024  | Parigi            | Francia     | Bataclan                    | Conflitti di calendarizzazione |
| 4 settembre 2024  | Amsterdam         | Paesi Bassi | Melkweg                     | Conflitti di calendarizzazione |
| 7 settembre 2024  | Berlino           | Germania    | Olympiapark Berlin          | Conflitti di calendarizzazione |
| 8 ottobre 2024    | Monaco di Baviera | Germania    | Olympiapark                 | Conflitti di calendarizzazione |
| Nord America      |                   |             |                             |                                |
| 28 settembre 2024 | New York City     | Stati Uniti | Forest Hills Stadium        | Motivi personali               |
| 29 settembre 2024 | Columbia          | Stati Uniti | Merriweather Post Pavillion | Motivi personali               |